# Ingrid van Lubek
Ingrid Jeanine van Lubek née le 12 mai 1971 à Rosendael aux Pays-Bas est une triathlète professionnelle néerlandaise, quadruple championne de triathlon des Pays-Bas et championne d'Europe de cross triathlon. 

## Palmarès
Le tableau présente les résultats les plus significatifs (podium) obtenus sur le circuit international de triathlon depuis 1997,.
| Année | Compétition                               | Pays     | Position           | Temps           |
| ----- | ----------------------------------------- | -------- | ------------------ | --------------- |
| 2008  | Championnats d'Europe de triathlon cross  | Pays-Bas | Médaille d'or      | 2 h 58 min 4 s  |
| 2008  | Championnat des Pays-Bas moyenne distance | Pays-Bas | Médaille d'or      | Timing          |
| 2007  | Championnats d'Europe de triathlon cross  | Espagne  | Médaille de bronze | 1 h 37 min 30 s |
| 2006  | Xterra Belgique                           | Belgique | Médaille d'or      | Timing          |
| 2002  | Coupe d'Europe - l'étape de Holten        | Pays-Bas | Médaille de bronze | 2 h 3 min 10 s  |
| 2002  | Championnat des Pays-Bas                  | Pays-Bas | Médaille d'or      | Timing          |
| 1999  | Championnat des Pays-Bas                  | Pays-Bas | Médaille d'or      | Timing          |
| 1998  | Championnat d'Europe                      | Autriche | Médaille d'argent  | 2 h 4 min 35 s  |
| 1998  | Championnat des Pays-Bas                  | Pays-Bas | Médaille d'or      | Timing          |
| 1997  | Championnat des Pays-Bas                  | Pays-Bas | Médaille d'or      | Timing          |